# ラム・アコル
ラム・アコル・アジャウィン（Lam Akol Ajawin、1950年7月15日 - ）は、スーダンおよび南スーダンの政治家。スーダン民主改革のための人民解放運動（SPLM for Democratic Change、SPLM-DC）の指導者。

## 経歴・概要
ハルツーム大学化学工学部講師として勤務し、ロンドン大学で博士号を取得した。1986年スーダン人民解放軍（SPLA）に加入する。1991年リエック・マチャル、ゴードン・コングとともにSPLAを離脱し、ナシル派（SPLA-Nasir）を結成する。のち統一派、南スーダン独立運動/軍）を結成する。1995年リエック・マチャルと袂を分かち、スーダン人民解放運動・スーダン人民解放軍統一派を結成し議長となる。1997年ハルツーム和平協定に調印し、スーダン政府に参加、運輸大臣に就任する。2002年運輸相を辞任し、国民会議 (NCP)を離党し野党結成に動き、新党正義党を結成した。2003年10月アコル博士は配下の民兵とともにSPLAに再加入した。
2005年スーダン生命線活動（Operation Lifeline Sudan、OLS）協定では、SPLA指導者であったジョン・ガランの死後、交渉に当たった。
同年、外務大臣に就任した。外相としてはダルフール紛争の和平交渉に当たった。また、2006年（平成18年）11月6日から8日まで来日している。2007年10月、SPLMは政権から離脱を決定した。アコルは政権にとどまり外相職にあったが、10月17日、オマル・アル＝バシール大統領は、内閣を改造し、デン・アロルを外相に任命し、アコルを重要でない閣内ポストに移そうとした。結局、この一連の改造劇に伴い、外相を辞任した。
2010年4月11日に行われた南部スーダン自治政府大統領選挙にスーダン民主改革のための人民解放運動から立候補したが、得票は約7パーセント、19万7217票にとどまり落選した。